# George Gömöri
George Gömöri (ur. 16 lipca 1904 w Budapeszcie, zm. 28 lutego 1957) – węgierski histolog, histochemik. Przewodniczący Histochemical Society w 1957. Opisał metodę barwienia znaną obecnie jako metoda Gömöriego (Gomoriego).